# Pseudanophthalmus punctatus
Pseudanophthalmus punctatus är en skalbaggsart som beskrevs av Valentine. Pseudanophthalmus punctatus ingår i släktet Pseudanophthalmus och familjen jordlöpare. Inga underarter finns listade i Catalogue of Life.